# Connexine-26-mutatie

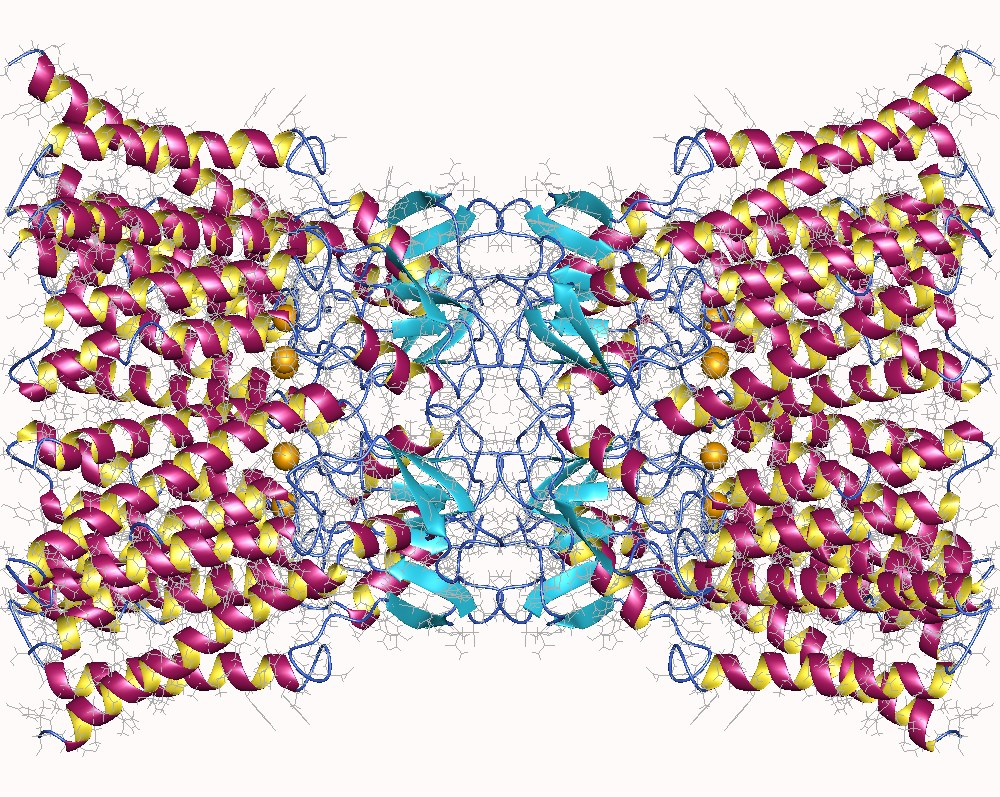
Connexine-26 dodekamer, Human.

Connexine-26-mutatie is een beschadiging in het erfelijk materiaal (mutatie) die erfelijke doofheid/slechthorendheid veroorzaakt. Dit is een autosomaal recessieve aandoening; dat wil zeggen dat men de aandoening kan erven als beide ouders drager zijn.

## Oorzaak van de doofheid
Het beschadigde gen is gelegen op chromosoom 13. Door die beschadiging wordt het eiwit connexine-26 (ook wel GJB2 genoemd) niet goed of niet voldoende aangemaakt. Dit eiwit is nodig om potentiaalverschillen in het binnenoor te handhaven. Dat de doofheid niet bij iedereen even ernstig is, komt doordat het gen op verschillende plaatsen kan zijn beschadigd. Er zijn momenteel 44 verschillende mutaties van dit gen beschreven.

## Epidemiologie
Deze afwijking is waarschijnlijk verantwoordelijk voor 50% van erfelijke niet-syndromale doofheid in de westerse landen, en is daarmee verreweg de meest voorkomende oorzaak. Eén op de 35-80 gezonde personen is drager van deze mutatie. In Zuid-Europa komt hij twee keer zo vaak voor als in de Benelux. 20-40% van de gevallen van aangeboren doofheid is te herleiden tot een mutatie van dit gen. Soms neemt de doofheid toe in de loop van het leven.
Doordat de mutatie zo vaak voorkomt en het aantonen ervan relatief eenvoudig is, wordt veelal gerichte diagnostiek naar de connexine-26-mutatie gedaan bij kinderen met een aangeboren doofheid.

## Associatie met syndromen
De mutatie heeft meestal alleen dubbelzijdige doofheid tot gevolg, maar mutaties in het GJB2-gen worden ook in verband gebracht met enkele syndromen: het vohwinkelsyndroom en het bart-pumphreysyndroom (dit betreft in beide gevallen doofheid gecombineerd met huidafwijkingen).